# 107 %-regeln
107 %-regeln är en kvalificeringsregel inom motorsport vars syfte är att gallra bort de förare som inte är tillräckligt snabba. Klarar en förare sig inom 107 % av den snabbaste kvalificeringstiden i Q1 får denne delta i tävlingen, annars får denne inte det om inte speciella omständigheter råder.

## Historia
Enligt den tidigare kvalificeringsregeln för formel 1 fick högst 26 bilar delta per tävling, de som kvalificerade sig på plats 27 och neråt fick inte delta. 
FIA införde 107 %-regeln för att få ett mer jämbördigt startfält säsongen 1996. Regeln innebar att en förares kvaltid inte fick överstiga 107 procent av den snabbaste kvalförarens tid.
Regeln fick resultat redan första gången den användes i Australiens Grand Prix 1996. Luca Badoer och Andrea Montermini, som båda körde för Forti-Ford, inte lyckades att få kvaltider inom gränsen.
Regeln slopades dock inom formel 1 när man bytte kvalificeringsmetod 2002. Trots att den slutade användas i Formel 1 användes fortfarande en liknande regel i vissa andra motorsportklasser. För Formel 1-säsongen 2011 återinfördes 107 %-regeln, med små justeringar som tar hand om kvalificeringsmetoden som används.